# 마이클 오키프
마이클 오키프(Michael O'Keefe, 1955년 4월 24일 ~ )는 미국의 배우이다.

## 출연 작품
- 위대한 산티니